# Godofredo I de Provenza
Godofredo I o Josfredo (m. febrero entre 1061 y 1063) fue el conde de Provenza conjunto con sus hermanos mayores Guillermo IV y Fulco desde 1018 hasta su muerte. Era el tercer hijo de Guillermo II de Provenza y Gerberga de Mâcon y un retoño de la línea más joven de la familia. Es posible que no llevara el título de "conde" hasta después de la muerte de su hermano mayor Guillermo alrededor del año 1032.
Se convirtió en conde de Arlés en 1032 y él y Fulco hicieron una donación a la abadía de Cluny el 26 de mayo de 1037. En vida de su hermano, era secundario respecto a él. Con la muerte de su hermano, se convirtió en conde exclusivo con el título de marchyo sive comes Provincie. El título de marchio (margrave) implicaba que él era la cabeza de la dinastía.
Era un gran constructor de iglesias en la región, devastada en el siglo anterior por ataques sarracenos. Restauró la abadía de Sparro, que ellos habían destruido, y se la dio a la sede archiepiscopal de Aix. Siguiendo el ejemplo de la mayor parte de sus antepasados, fue patrón de San Víctor en Marsella. En 1045, consintió a una donación de uno de sus vasallos vizcondales al monasterio y en marzo de 1048 a la transferencia de propiedad de Raimbaud, arzobispo de Arlés, a la iglesia. El 1.º de julio de 1055 y de nuevo en 1057, con su esposa Estefanía y su hijo Beltrán, él mismo donó propiedad a San Víctor. Su mecenazgo superó, sin embargo, al de sus predecesores. Abandonó sus derechos sobre toda la tierra que el vizconde de Marsella, Fulco, deseaba donar al monasterio en 1044, mientras que en 1032 había consentido en devolver tierras a la iglesia como alodios. En 1038, entregó derechos que se remontaban a su bisabuelo, Guillermo el Liberador a sus vasallos, perdiendo el control sobre muchos castillos y fortalezas. El fisc real, que había estado bajo el control de los condes de Provenza desde la época de Guillermo, fue en su mayor parte parcelado en alodios y vasallos durante el tiempo que Godofredo gobernó y el principio del condado de Provenza como una unidd política puede remontarse a su reinado. Incluso cuando Rodolfo III de Borgoña, su señor, vendió muchos de los derechos restantes sobre algunas villas reales, Godofredo los entregó como estados alodiales.
Godofredo fue sucedido por su hijo Bertrand. Una hija se convirtió en la primera esposa de Raimundo IV de Tolosa, otra, Estefanía, se casó con Guillermo de Besalú y la tercera fue Gerberga, que se casó con Gilberto I de Gévaudan.